# Gangschaltung

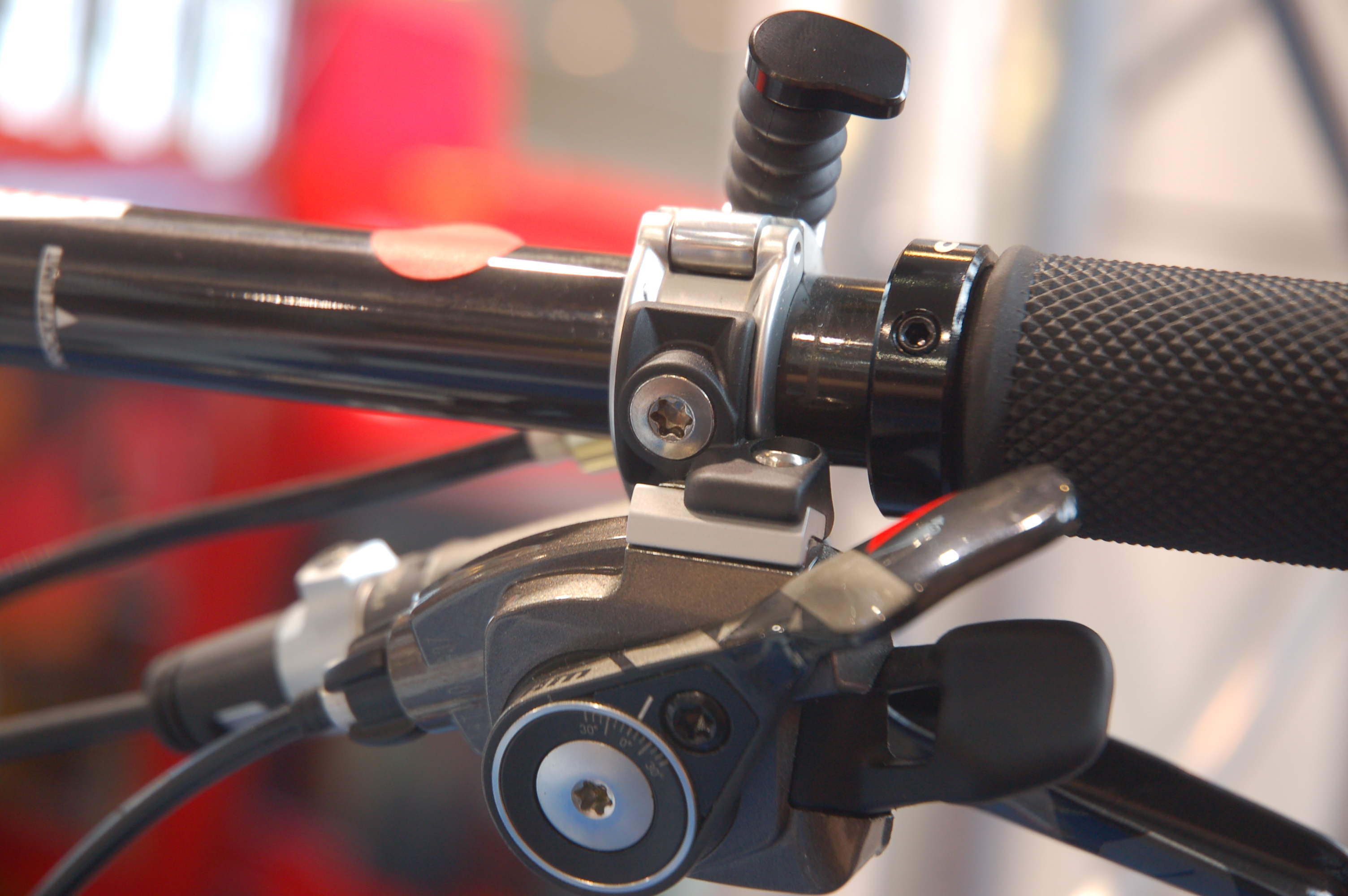
Gangschaltungshebel am Lenker eines Fahrrades

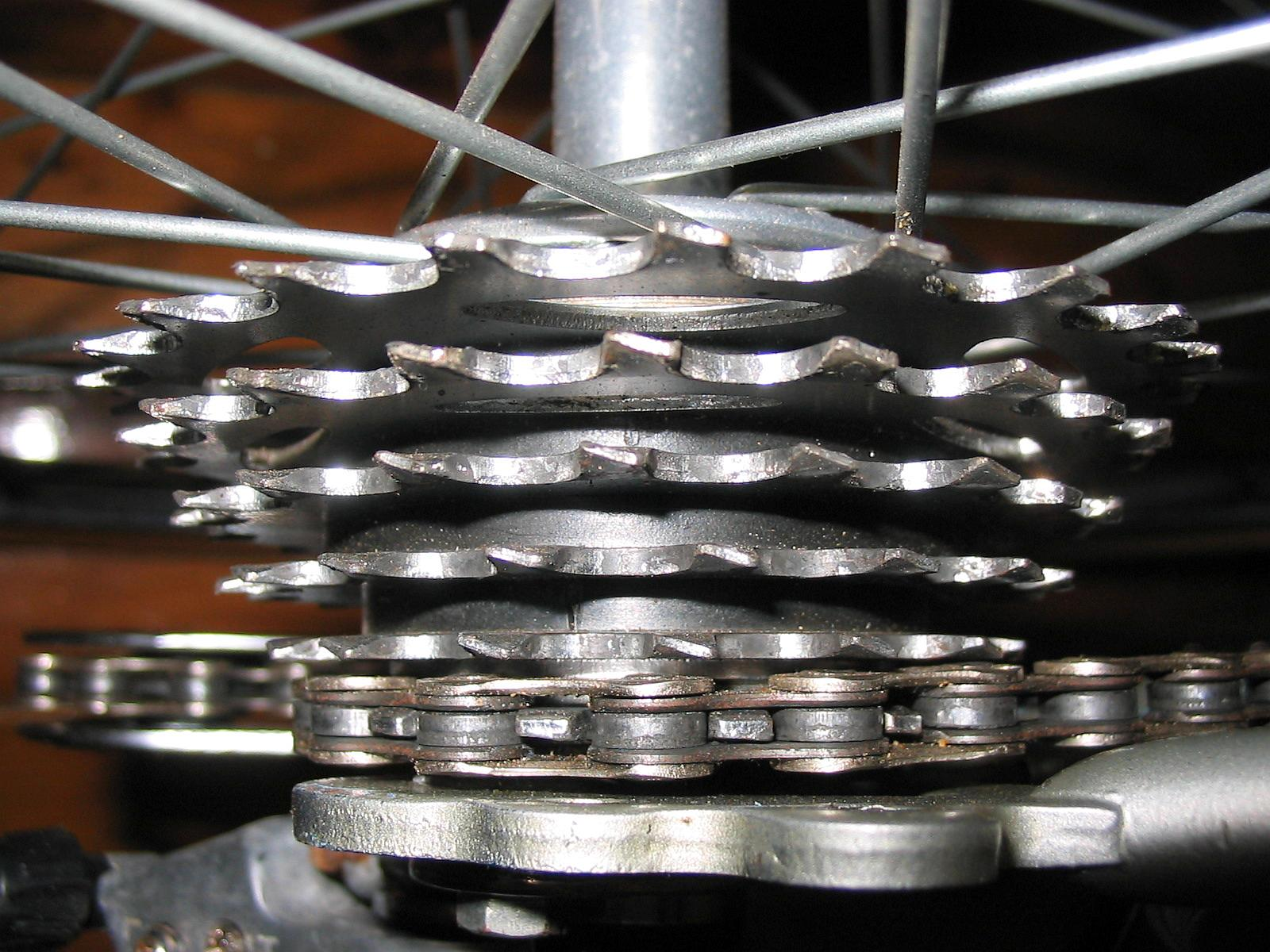
Die Zahnräder am Rad ermöglichen eine unterschiedliche Übersetzung und damit unterschiedliche Gänge

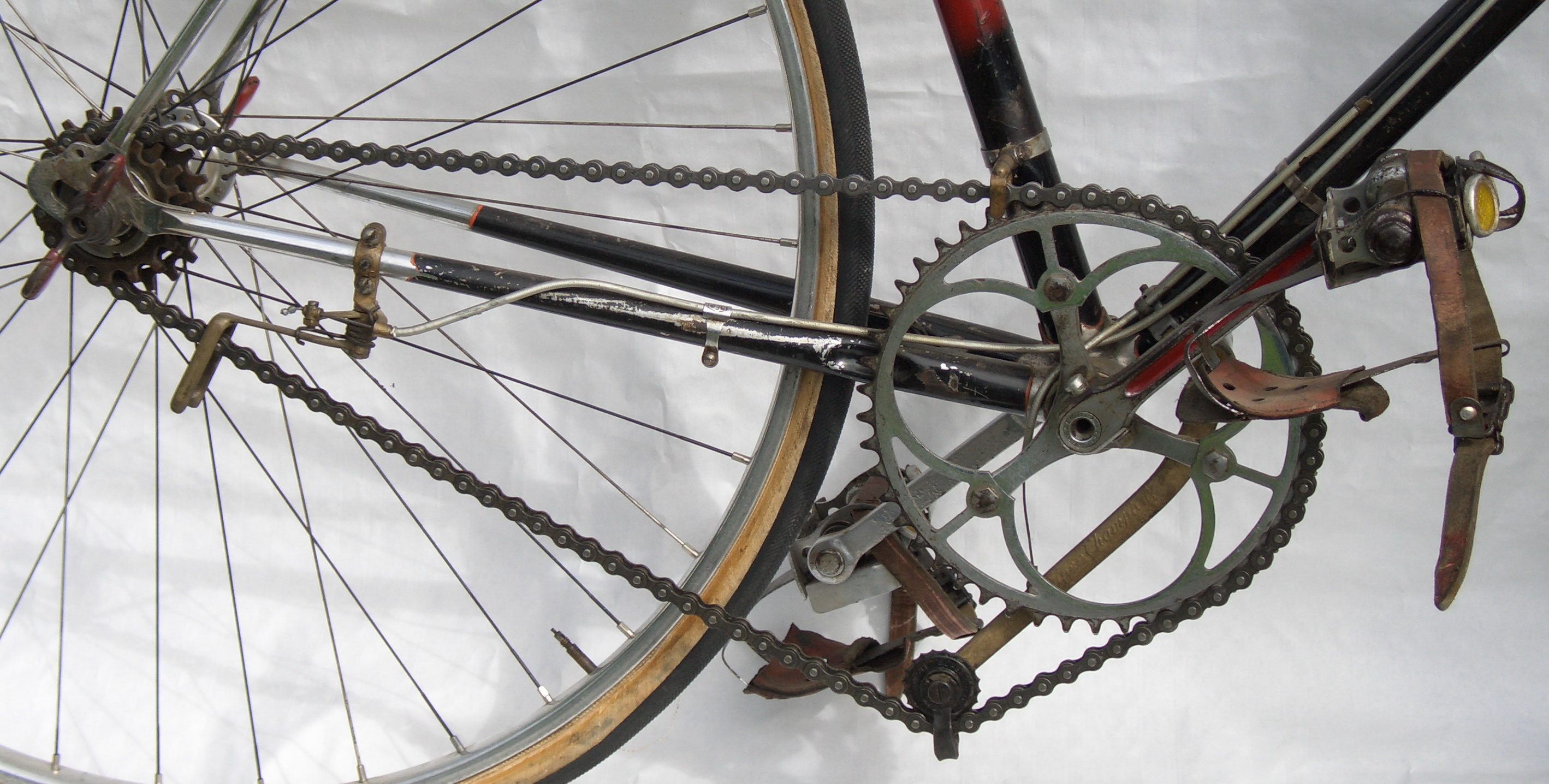
Super Champion-Schaltung aus den 1930er Jahren

Die Gangschaltung eines Fahrrads besteht aus Schaltvorrichtungen im antriebs- und/oder abtriebsseitgen Getriebe sowie den zugehörigen Schalt- und Bedienelementen. Mit ihr können bei gegebener Leistung des Radfahrers die Trittfrequenz und das aufzubringende Drehmoment auch bei unterschiedlichen Fahrwiderständen in einen angenehmen Bereich gebracht werden. Bei motorisierten Zweirädern und anderen Kraftfahrzeugen ist im Unterschied zu Fahrrädern in der Regel nur das antriebsseitige Getriebe schaltbar ausgeführt, während am Achsgetriebe meist keine Schaltbarkeit vorliegt.
Gangschaltungen werden bei den meisten heutigen Fahrrädern verwendet. Fahrräder ohne Gangschaltung werden als Eingangrad bezeichnet. Verbreitete heutige Anwendungsfälle dafür sind Kinderräder, zur Kostenersparnis sehr einfach konzipierte Fahrräder, sowie Fahrräder für bestimmte sportliche Bereiche wie das Kunstradfahren, bei Bahnrädern sowie im BMX-Sport. Auch in Großstädten gewann das Eingangrad in der jüngeren Vergangenheit wieder zunehmend an Popularität. Im Straßenradsport in Deutschland wurde die Gangschaltung zum ersten Mal in einem Radrennen 1932 von dem Amateur Werner Sasse aus Berlin im Eintagesrennen Berlin–Schwedt–Berlin verwendet.

## Zweck
Die meisten Radfahrer möchten zum einen beim Radfahren in einem bestimmten Drehmomentbereich bleiben – das Pedaltreten soll nicht zu schwer gehen; bei „zu leicht“ fühlt der Radfahrer sich jedoch unterfordert. Zum anderen möchte der Radfahrer seine Leistung in einem recht engen Drehzahlbereich erbringen, meist werden 60–80 Umdrehungen pro Minute von Sportmedizinern empfohlen und von Radfahrern als angenehm empfunden. Physikalisch ergibt sich aus der Formel
Leistung = Drehmoment · Drehzahl · 9,55  (Leistung in W, Drehmoment in Nm, Drehzahl in rad/s) bzw.
Leistung = Drehmoment · Drehzahl · 9,55  (Leistung in W, Drehmoment in Nm, Drehzahl in rpm)
die (Dauer-)Leistung, die ein Radfahrer erbringt, meist ca. 40–80 Watt. Abhängig von den äußeren Einflüssen (Straßensteigung, Rücken-/Gegenwind, Gewicht des Fahrrads und des Radfahrers, Luftwiderstand usw.) ergibt sich die Geschwindigkeit, für die diese Leistung ausreicht. Die sich ergebende Geschwindigkeit kann jedoch sehr niedrig oder recht hoch sein. Die Gangschaltung sorgt für ein variables Übersetzungsverhältnis, sodass die verschiedenen Hinterrad-Drehzahlen stets in einen engen Pedal-Drehzahlbereich umgesetzt werden können.
Hilfreich sind Gangschaltungen insbesondere dann, wenn die Größe der Fahrwiderstände sehr wechselhaft ist, sodass – je nach Übersetzung – im günstigen Drehzahlbereich entweder nur langsames vorankommen möglich ist, oder aber mitunter abgestiegen werden muss, weil die Kraft nicht ausreicht. Dies ist insbesondere in bergigen Gegenden oder bei großer Zuladung (Reisegepäck) der Fall. Steht hingegen vor allem geringes Gewicht, geringer Pflegeaufwand oder eine gezielte sportliche Betätigung im Vordergrund des Radfahrens, ist eine Gangschaltung nicht immer sinnvoll oder kann sogar kontraproduktiv wirken.

## Technik

### Bauarten
- Kettenschaltung (seit 1940), mit mehreren Ritzeln am Hinterrad und oft auch zusätzlich mehreren  Kettenrädern (gemeinsamer Begriff: Zahnräder) im antriebsseitigen Getriebe. Die Fahrradkette kann mit einem Schaltwerk (abtriebsseitig) oder Umwerfer (antriebsseitig) auf die unterschiedlichen Zahnräder gelegt werden.
  - Anstatt der Kette kann auch das Ritzelpaket quer verschoben werden: „Ultra-Shift“.
  - Eine Besonderheit war das in den 1920/30er Jahren gebaute Retrodirect, bei dem die Tretrichtung das Übersetzungsverhältnissen auswählte (Rückwärtstreten = Berggang). Das Schalten übernehmen zwei in zueinander entgegengesetzter Drehrichtung wirkende Freiläufe.
- Nabenschaltung (seit 1902), bei der mit einem oder mehreren Umlaufrädergetrieben („Planetengetrieben“) die unterschiedlichen Übersetzungsverhältnisse eingestellt werden können. Wie der Name bereits sagt, werden Nabenschaltungen nicht antriebsseitig verwendet, sondern stets abtriebsseitig in der Hinterradnabe.
  - Eine Besonderheit ist die stufenlose Nabenschaltung NuVinci mit einem Umlaufrädergetriebe mit Reib- anstatt Zahnrädern.[2]
- Kombination aus Ketten- und Nabenschaltung: wesentlich größere Gangzahl.
- Tretlagerschaltung, bei der mit einem Getriebe im Tretlager das Übersetzungsverhältnis – zwischen Kurbel und Kettenrad – geändert werden kann; diese können als Umlaufrädergetriebe oder als Getriebe mit zwei Wellen ausgeführt sein (seit den 1930er-Jahren)[3]

### Bedienelemente
Die Schaltung wird in der Regel durch geeignete Schalthebel an Lenker oder vorderem Rahmen über Bowdenzüge betätigt. Außer Schalthebeln sind auch Drehgriffe und Zweihebelgriffe (Triggergriffe, je ein Hebel für Aufwärts und Abwärts) produziert worden, oder es wird durch seitliches Bewegen der Bremsgriffe geschaltet. Das Wort Schaltung wird auch im Zusammenhang mit der Veränderung von Getriebeübersetzungen von Maschinen und Automobilen verwendet. Damit ist umgangssprachlich die Möglichkeit oder der entsprechende Hebel zur Änderung der Getriebeübersetzung gemeint.
- elektrische/elektronische Schaltung: reguläre Schaltung mit Betätigung des Schaltwerks durch eine elektrische Schaltung statt Bowdenzug; in einem Einzelfall statt vorderem Umwerfer eine Art Zahnkranzweiche
- elektrisch betätigte Kettenschaltung mit im vorderen Kettenblatt eingebauten „Weichen“